# Zion (Gade)
Zion is een compositie van Niels Gade. Het is een deels religieuze en deels wereldlijke cantate. Gade had het werk al in 1874 geschreven, maar van een uitvoering kwam het maar niet. De componist was drukdoende om zijn werkzaamheden voor de Musikforeningen te verrichten en had daardoor nauwelijks tijd om het eenmaal op papier gezette werk om te zetten in een concertuitvoering. Een tweetal jaren later kreeg hij het verzoek om een werk te komen dirigeren in Birmingham en ook toen had hij het druk om speciaal voor die gelegenheid een werk te schrijven. Toen kwam Zion, een werk op basis van het Oude Testament uit de kast, de componist paste het aan en gaf leiding aan de eerste uitvoering op 30 augustus 1876. Het werk werd goed ontvangen, maar sneuvelde in de muziekgeschiedenis. 
Het is Gades enige cantate met een puur religieuze achtergrond met Bijbelteksten (waaronder Psalm 78), toch zag Gade het meer als een concertstuk zoals zijn andere wereldlijke cantates zoals Gefion. Gade mocht de volgende dag terugkomen met zijn Korsfarerne en zes jaar later met Psyche.